# Bec Meker

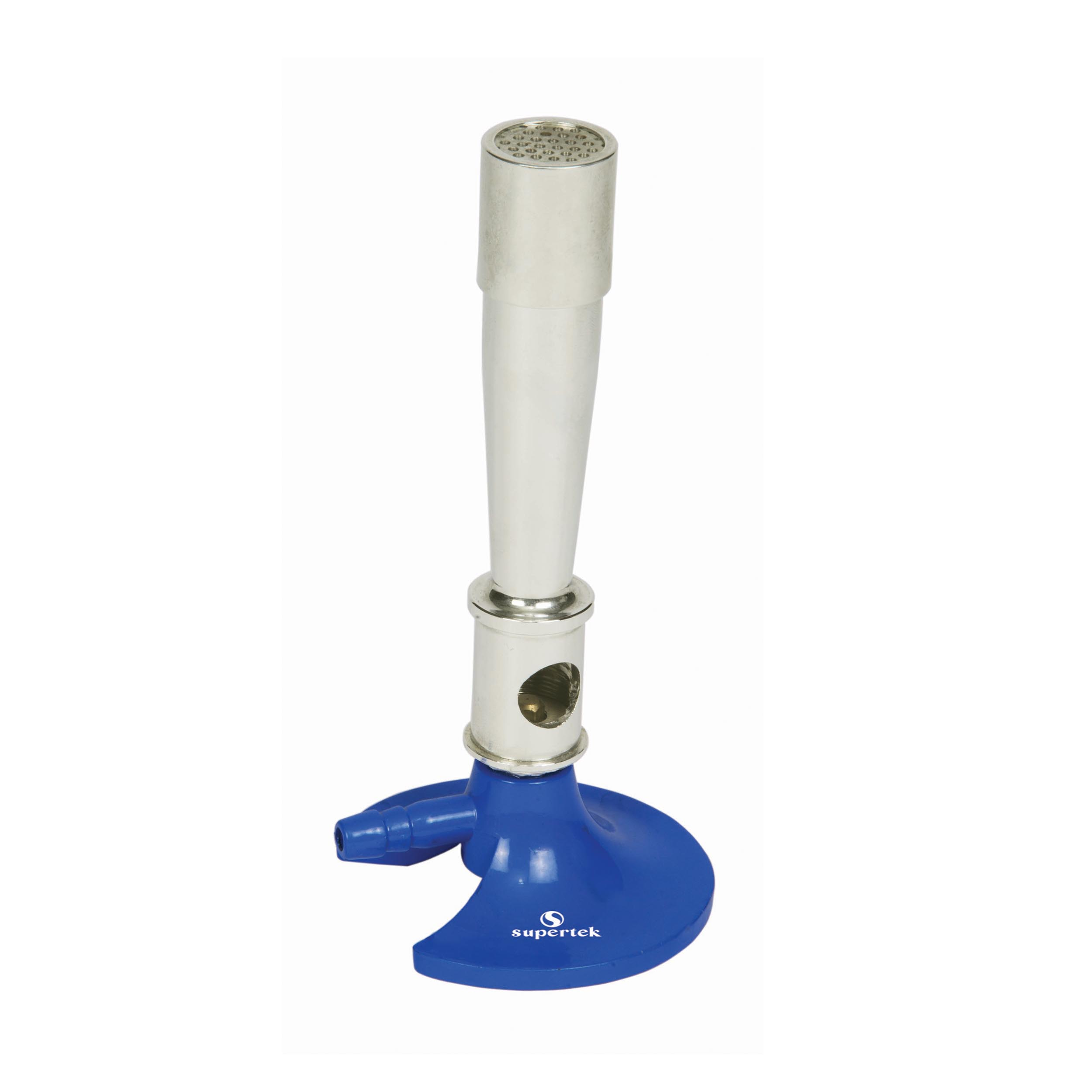
Un bec Meker.

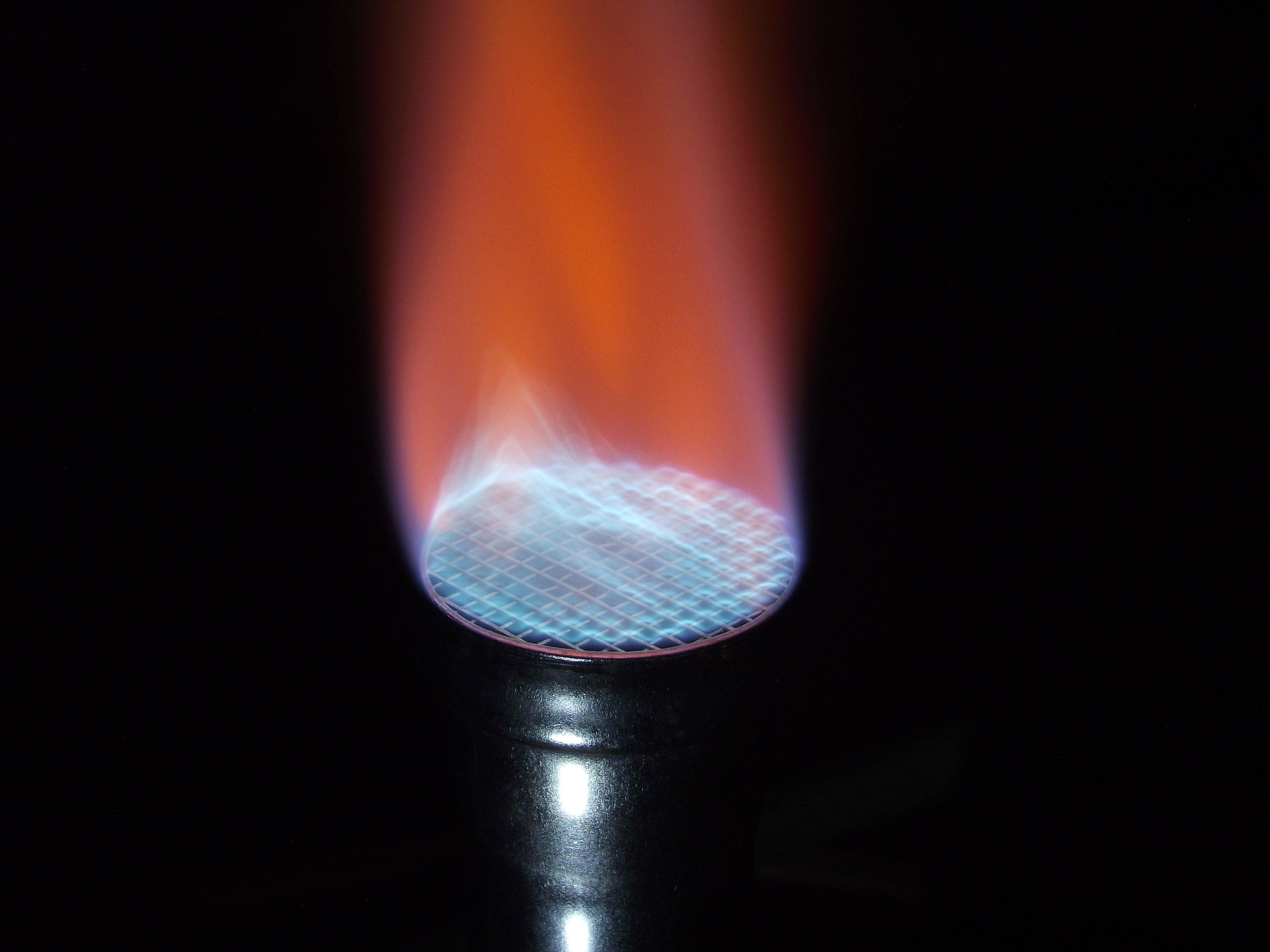
La flamme du bec Meker, large et chaude par rapport à celle du bec Bunsen.

Le bec Meker est un appareil de chauffage utilisé en laboratoire, variante du bec Bunsen.

## Historique
Le bec Bunsen, qui permet d'obtenir une flamme assez chaude, existait depuis 1855, comme perfectionnement d'un modèle créé antérieurement par Michael Faraday.
Vers 1900, Georges Meker, ingénieur de l'École supérieure de physique et de chimie industrielles de la ville de Paris, invente une variante de ces appareils donnant une flamme beaucoup plus chaude, qui est donc nommée « bec Meker ». La fabrication des premiers becs d'éclairage à gaz double paroi est confiée à la maison Jeune et la commercialisation à plusieurs concessionnaires.
Il aboutit à cette variante en observant que le conduit du brûleur peut être divisé en une trentaine de petits conduits où l'écoulement du gaz est plus rapide. En pratique, cet effet est obtenu en introduisant une grille dans le conduit.
Le brevet est déposé en 1903.
En 1910, la ville de Paris renouvelle ses becs d'éclairage urbains ; Meker monte alors la société G. Meker et Cie. avec laquelle il obtient le quart du marché. La Première Guerre mondiale entraîne la reconversion de son usine de Courbevoie pour la fabrication de fours pour le chauffage métallurgique, ceux-ci étant équipés des brûleurs Meker.